# Koziary (rejon tarnopolski)
Koziary – wieś na Ukrainie w rejonie tarnopolskim należącym do obwodu tarnopolskiego.
W czasie okupacji niemieckiej mieszkający tutaj Polacy, Tomasz i Maria Jaroszowie, ukrywali Żyda Markusa Mordchaia Broidego. W 2017 roku Instytut Jad Waszem uhonorował ich za to tytułami Sprawiedliwych wśród Narodów Świata.
Do 2020 w rejonie podwołoczyskim.